# Howard Austen
Howard Austen (né le 28 janvier 1929 à New York et mort le 22 septembre 2003 à Los Angeles) est le compagnon de l'écrivain américain Gore Vidal avec lequel il vécut pendant cinquante-trois ans, jusqu'à sa mort,.

## Biographie
Austen naît dans une famille juive pauvre et grandit dans le Bronx à New York. 
Dans sa jeunesse, il aspire à poursuivre une carrière de chanteur. Gore Vidal rencontre Auster en 1950, alors que ce dernier - roux aux taches de rousseurs - sort juste de la New York University et cherche du travail en tant que concepteur-rédacteur dans une agence de publicité. Gore Vidal lui conseille de changer son nom d'« Auster » en « Austen », après que plusieurs agences de publicité eurent refusé de l'embaucher, sans doute à cause de son nom à consonance juive. Il est immédiatement embauché chez Doyle, Dane & Bernbach.
Les deux hommes partagent leur vie entre Los Angeles et la villa de la côte amalfitaine achetée par Vidal en 1963 et vendue en 2003. Howard Austen se dévoue alors au confort moral et intellectuel de Gore Vidal pour lui faciliter sa carrière.
Howard Austen meurt d'un cancer du cerveau à l'âge de 74 ans à Los Angeles. Ses restes sont transférés en février 2005 au cimetière de Rock Creek à Washington, dans une tombe jointe pour Vidal et lui.

## Gore Vidal
Gore Vidal a décrit leur relation comme celle de « deux hommes ayant décidé de passer leur vie ensemble. », et pour laquelle les relations sexuelles n'entraient pas en considération. Dans les neuf dernières années de sa vie, après la mort de son compagnon, Gore Vidal a été dépendant à l'alcool, souffrant du syndrome de Wernicke-Korsakoff. Il est mort de pneumonie à 86 ans en 2012 à Hollywood Hills, un quartier de Los Angeles.

## Source de la traduction
- (en) Cet article est partiellement ou en totalité issu de l’article de Wikipédia en anglais intitulé « Howard Austen » (voir la liste des auteurs).